# Schliengen
Schliengen (în alemanică Schlienge) este o comună din landul Baden-Württemberg, Germania.

## Istorie
Schliengen a aparținut inițial Principatului Episcopal de Basel, înainte de a fi transferat Marelui Ducat de Baden în timpul Războaielor Napoleoniene. 